# Liste der Baudenkmäler in Windberg
Auf dieser Seite sind die Baudenkmäler in der niederbayerischen Gemeinde Windberg zusammengestellt. Diese Tabelle ist eine Teilliste der Liste der Baudenkmäler in Bayern. Grundlage ist die Bayerische Denkmalliste, die auf Basis des Bayerischen Denkmalschutzgesetzes vom 1. Oktober 1973 erstmals erstellt wurde und seither durch das Bayerische Landesamt für Denkmalpflege geführt wird. Die folgenden Angaben ersetzen nicht die rechtsverbindliche Auskunft der Denkmalschutzbehörde.

## EnsembleKloster Windberg

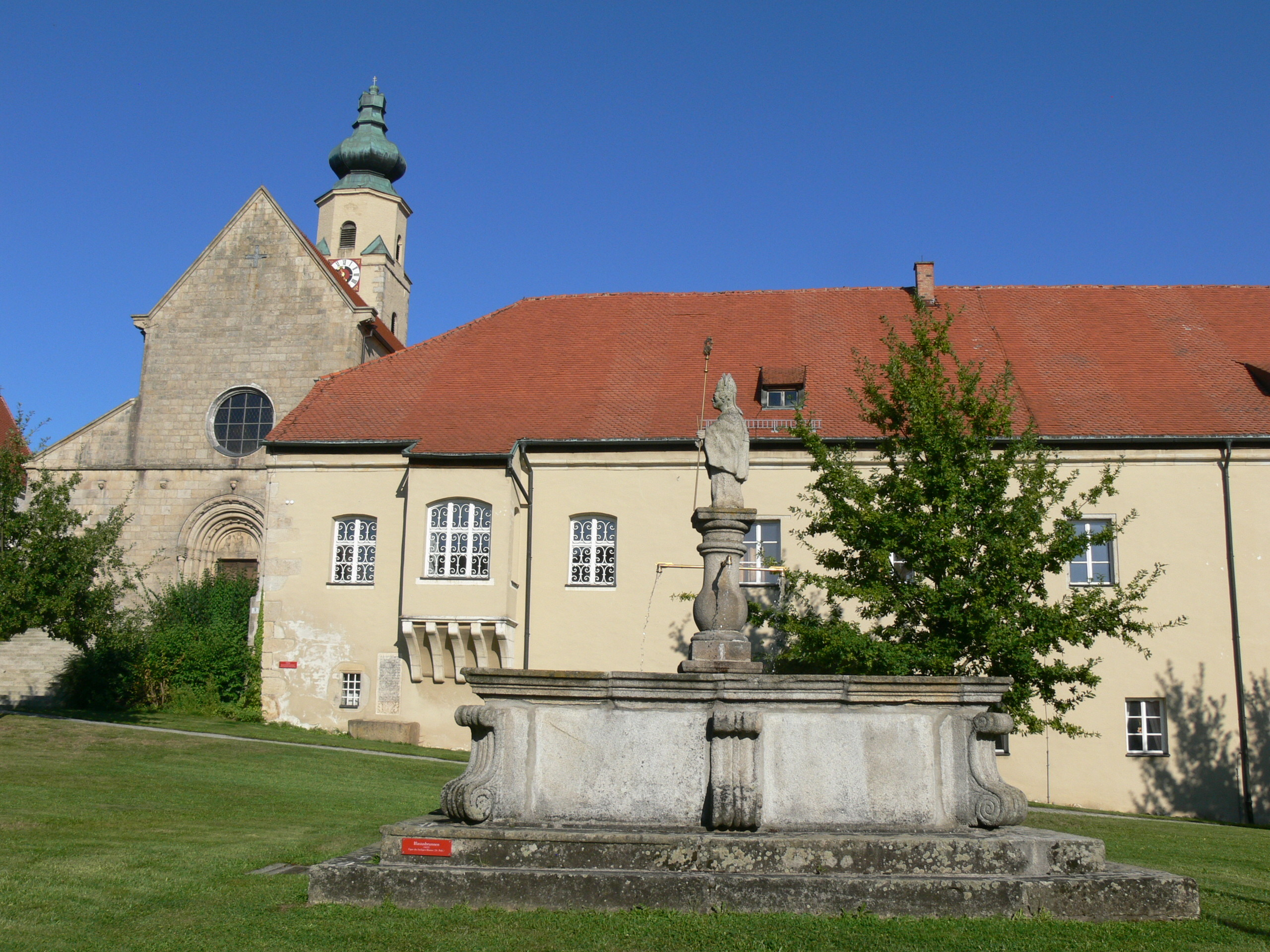
Kloster Windberg mit Blasiusbrunnen

Das Ensemble Kloster Windberg umfasst die noch vorhandenen, seit der Säkularisation von 1803 zum Teil anderen Zwecken zugeführten baulichen Anlagen des Prämonstratenserklosters Windberg.
In exponierter Lage am Südrand des Bayerischen Waldes auf einem Hügel sich erhebend, wurde das Kloster 1142 am Burgsitz der Grafen von Bogen begründet und nach der Säkularisation erst 1923 von den Prämonstratensern wieder übernommen. Die 1167 im Wesentlichen vollendete Klosterbasilika, eine Anlage des Hirsauer Einflussbereichs, ist der beherrschende Bau im Klosterbezirk. Nach Süden schließen sich der Ost- und der unvollendete Südflügel der seit 1720 neu errichteten Konventsbauten an.
Diese Barockisierung des Klosters, die auch die Basilika, einschließlich ihres Turmes, ergriff, konnte nicht alle Teile des Klosterbezirks durchdringen. In den Bauten an seiner West- und Nordseite (Kanzleibau, Handwerkerhaus und Amtshaus) und der ehemaligen Prälatur (Pfarrplatz 9) hat sich deswegen auch der spätmittelalterliche Charakter des Klosters bewahrt.
Auf den Freiflächen sind im 19. Jahrhundert kleinere Walmdachbauten entstanden, die zum Ensemble gehören. Refektoriums- und Dormitoriumsbauten wurden 1834 abgebrochen; die an die Ostseite der Basilika sich ehemals anschließende Pfarrkirche St. Blasius wurde 1849–1854 ebenfalls abgebrochen; nur der Friedhof und die Annakapelle auf der Nordseite der Basilika erinnern an das frühere Nebeneinander von Kloster- und Pfarrkirche.
Dem südlichen ehemals befestigten Klosterbezirk schließt sich nördlich des Klostertores, des einzigen Zeugen dieses Berings, der West- und ein Teil des Nordtraktes eines großen ehemaligen Wirtschaftshofes des 17./18. Jahrhunderts an.
Aktennummer: E-2-78-198-1

## Baudenkmäler nach Ortsteilen

### Windberg
| Lage                                                    | Objekt                                      | Beschreibung | Akten-Nr.     | Bild                                        |
| ------------------------------------------------------- | ------------------------------------------- | --- | ------------- | ------------------------------------------- |
| Dorfplatz 3 (Standort)                                  | Giebelhaus                                  | 16./17. Jahrhundert | D-2-78-198-3  | Giebelhaus                                  |
| Dorfplatz 5, 7, 9, 11, 13, Klostergasse 2, 4 (Standort) | Langflügel des ehemaligen Klosters          | mit einheitlicher First- und Traufhöhe, 17./18. Jahrhundert                                                                                  | D-2-78-198-4  | Langflügel des ehemaligen Klosters          |
| Klostergasse 1 (Standort)                               | Wohngebäude                                 | ehemals zum Kloster gehörig, 18. Jahrhundert                                                                                                 | D-2-78-198-5  | BW                                          |
| Klostergasse 3 (Standort)                               | Wohnhaus                                    | ehemals zum Kloster gehörig, im Obergeschoss Nische mit Hausmadonna „Maria Immaculata“, 18. Jahrhundert                                      | D-2-78-198-6  | BW                                          |
| Pfarrplatz (Standort)                                   | Kapelle                                     | dreiseitig offene, kleine Halle mit Arkaden und Zeltdach, darin Steinfigur des hl. Johannes von Nepomuk, 1733                                | D-2-78-198-15 | weitere Bilder                              |
| Pfarrplatz (beim Gasthof) (Standort)                    | Tiefbrunnen                                 | ehem. Ziehbrunnen mit runder Einfassung, Granit, bezeichnet 1718                                                                             | D-2-78-198-18 | weitere Bilder                              |
| Pfarrplatz (im westlichen Außenhof) (Standort)          | Blasiusbrunnen                              | Steinbecken mit Säule und Steinfigur hl. Blasius, bezeichnet 1633                                                                            | D-2-78-198-17 | weitere Bilder                              |
| Pfarrplatz 1 (Standort)                                 | Torbau auf der Nordseite des Klosterberings | Rundbogen in Quadertechnik des frühen 13. Jahrhunderts; angeschlossen Wohnhaus, wohl 18. Jahrhundert                                         | D-2-78-198-7  | Torbau auf der Nordseite des Klosterberings |
| Pfarrplatz 2 (Standort)                                 | Ehemaliges Amtshaus                         | jetzt Gasthaus, mit Steilsatteldach und zwei Treppengiebeln, erbaut 1502, 1728 barockisiert                                                  | D-2-78-198-8  | Ehemaliges Amtshaus                         |
| Pfarrplatz 4 (Standort)                                 | Teil der ehemaligen Klosterstallungen       | 18. Jahrhundert; am Haus Steinfigur St. Sabinus, Renaissance                                                                                 | D-2-78-198-9  | Teil der ehemaligen Klosterstallungen       |
| Pfarrplatz 6, 8 (Standort)                              | Ehemaliges Handwerkerhaus                   | jetzt Schmiede, mit steilem Halbwalmdach, Anfang 17. Jahrhundert; romanische Portalreste an der Südostecke                                   | D-2-78-198-10 | Ehemaliges Handwerkerhaus                   |
| Pfarrplatz 7 (Standort)                                 | Kirche Maria Himmelfahrt                    | dreischiffige Pfeilerbasilika, begonnen um 1140, Einwölbung Mitte 15. Jahrhundert, Turmerhöhung und Barockisierung bis 1755; mit Ausstattung | D-2-78-198-1  | weitere Bilder                              |
| Pfarrplatz 7 (Standort)                                 | Marienkapelle                               | Neubau 1451; mit Ausstattung | D-2-78-198-2  | weitere Bilder                              |
| Pfarrplatz 9 (Standort)                                 | Ehemalige Prälatur                          | seit 1803 Pfarrhof, im 15. Jahrhundert errichtet; mit historischer Ausstattung; Westflügel des ehemaligen Klosters                           | D-2-78-198-11 | Ehemalige Prälatur                          |
| Pfarrplatz 10 (Standort)                                | Ehemaliger Kanzleibau                       | mit Steilsatteldach und Treppengiebel nach Norden, Anfang 16. Jahrhundert                                                                    | D-2-78-198-12 | Ehemaliger Kanzleibau                       |
| Pfarrplatz 12, 14, 16, 18 (Standort)                    | Kellergewölbe                               | Keller des ehemaligen Kloster-Gaststockes, 17. Jahrhundert                                                                                   | D-2-78-198-13 | BW                                          |
| Pfarrplatz 22 (Standort)                                | Konventbau                                  | Ostflügel und Teil des Südflügels, errichtet um 1720/30                                                                                      | D-2-78-198-14 | weitere Bilder                              |
| Pfarrplatz 22 (im östlichen Außenhof) (Standort)        | Samariterbrunnen                            | mit Bekrönungsfiguren, bezeichnet 1513; im östlichen Außenhof                                                                                | D-2-78-198-16 | weitere Bilder                              |

### Biehl
| Lage               | Objekt                | Beschreibung                                                        | Akten-Nr.     | Bild |
| ------------------ | --------------------- | ------------------------------------------------------------------- | ------------- | ---- |
| Biehl 1 (Standort) | Zugehörig Traidkasten | mit Backhaus, Holzblock-Obergeschoss, zweite Hälfte 18. Jahrhundert | D-2-78-198-19 | BW   |
| Biehl 2 (Standort) | Kruzifix              | barock; am Bauernhaus                                               | D-2-78-198-20 | BW   |

### Fahrenloh
| Lage                   | Objekt    | Beschreibung | Akten-Nr.     | Bild |
| ---------------------- | --------- | --- | ------------- | ---- |
| Fahrenloh 1 (Standort) | Einzelhof | langgestreckter Obergeschoss-Blockbau mit verschaltem Vordach, Giebel- und Traufstangenschrot, im Kern 18. Jahrhundert und 19. Jahrhundert | D-2-78-198-21 | BW   |

### Irensfelden
| Lage                                             | Objekt                               | Beschreibung                                            | Akten-Nr.     | Bild                             |
| ------------------------------------------------ | ------------------------------------ | ------------------------------------------------------- | ------------- | -------------------------------- |
| Biehler Weg 1 (Standort)                         | Hierzu Traidkasten mit Steildach     | Mitte 19. Jahrhundert                                   | D-2-78-198-22 | Hierzu Traidkasten mit Steildach |
| Biehler Weg 4 (Standort)                         | Kapelle                              | erste Hälfte 19. Jahrhundert; im Nordwestteil des Ortes | D-2-78-198-25 | weitere Bilder                   |
| Dorfstraße 5 (Standort)                          | Bauernhaus mit Blockbau-Obergeschoss | erste Hälfte 19. Jahrhundert                            | D-2-78-198-23 | BW                               |
| Kapellenweg (im Südostteil des Ortes) (Standort) | Kapelle                              | Mitte 19. Jahrhundert                                   | D-2-78-198-26 | Kapelle                          |
| Kapellenweg 17 (Standort)                        | Wohnstallhaus mit Waldler-Giebel     | 2. Viertel 19. Jahrhundert.                             | D-2-78-198-24 | BW                               |

### Kreuzberg
| Lage                   | Objekt                     | Beschreibung | Akten-Nr.     | Bild           |
| ---------------------- | -------------------------- | --- | ------------- | -------------- |
| Kreuzberg 3 (Standort) | Wallfahrtskirche Hl. Kreuz | barocke Anlage, 1695; mit Ausstattung; sogenannte Stiegenkapelle, 18. Jahrhundert; verbunden mit Marienkapelle, 18. Jahrhundert | D-2-78-198-27 | weitere Bilder |

### Meidendorf
| Lage                      | Objekt     | Beschreibung                                             | Akten-Nr.     | Bild |
| ------------------------- | ---------- | -------------------------------------------------------- | ------------- | ---- |
| Hauptstraße 10 (Standort) | Wegkapelle | verputzter Satteldachbau mit Dachreiter, 19. Jahrhundert | D-2-78-198-28 | BW   |

### Netzstuhl
| Lage                   | Objekt                | Beschreibung | Akten-Nr.     | Bild |
| ---------------------- | --------------------- | --- | ------------- | ---- |
| Netzstuhl 2 (Standort) | Ehemaliges Bauernhaus | Wohnstallbau mit traufseitigem Stangenschrot, Wohnteil getünchter Blockbau, im Kern zweite Hälfte 18. Jahrhundert | D-2-78-198-30 | BW   |

### Oberbucha
| Lage                   | Objekt     | Beschreibung                                                                          | Akten-Nr.     | Bild |
| ---------------------- | ---------- | ------------------------------------------------------------------------------------- | ------------- | ---- |
| Oberbucha 1 (Standort) | Bauernhaus | Einfirstanlage, eingadiger Blockbau mit Steilsatteldach, erste Hälfte 19. Jahrhundert | D-2-78-198-32 | BW   |

## Ehemalige Baudenkmäler
In diesem Abschnitt sind Objekte aufgeführt, die früher einmal in der Denkmalliste eingetragen waren, jetzt aber nicht mehr. Objekte, die in anderem Zusammenhang also z. B. als Teil eines Baudenkmals weiter eingetragen sind, sollen hier nicht aufgeführt werden. Aktennummern in diesem Abschnitt sind ehemalige, jetzt nicht mehr gültige Aktennummern.

| Lage                               | Objekt                              | Beschreibung                                                  | Akten-Nr.     | Bild |
| ---------------------------------- | ----------------------------------- | ------------------------------------------------------------- | ------------- | ---- |
| Meidendorf Girletweg 10 (Standort) | Obergeschoss und Giebel in Blockbau | zweites Viertel 19. Jahrhundert; östlich, Richtung Gattendorf | D-2-78-198-29 | BW   |
| Netzstuhl Netzstuhl 3 a (Standort) | Nebenhaus mit Blockbau-Obergeschoss | Mitte 19. Jahrhundert, Dach später                            | D-2-78-198-31 | BW   |